# Badr Bin Mohammad Al-Turki
Badr bin Muhammad bin Abdullah (Arabisch: بدر بن محمد بن عبدالله بن صالح بن صالح التركي, badr bin muḥammad bin ʿAbdāllah bin ṣāliḥ bin ṣāliḥ āt-turky,* 21. August 1984 in Buraidah, Saudi-Arabien) ist einer von zehn Imamen in der heiligen Moschee in Makkah.
Erstmals leitete er im heiligen Monat Ramadan die Taraweeh- und Tahajjud-Gebete in Al-Haram Makkah. Nach knapp sieben Monaten leitete er am 6. Oktober 2024 als permanenter Imam (Vorbeter) das Asr-Gebet. Sheikh Badr Al-Turki ist bekannt für seine Koranrezitation, die als beruhigend und emotional beschrieben werden kann. Seine Rezitationen sind auf der arabischen Halbinsel sehr beliebt und werden regelmäßig von islamischen Radiosendern ausgestrahlt und auch sind seine Rezitationen online abrufbar.

## Frühes Leben und Bildung
Badr Al-Turki wurde am 21. August 1984 in Buraidah, Saudi-Arabien, geboren. Seine schulische Laufbahn begann er 1990 an der Imam-Malik-Grundschule. Anschließend besuchte er die Imam-Ibn-Taymiyyah-Schule, wo er die Klassen zwei bis sechs absolvierte.
Seine weiterführende Ausbildung erhielt er am Wissenschaftlichen Institut in Buraidah, wo er zwischen 1996 und 2002 seine Mittel- und Oberstufe abschloss.
Parallel zur Mittelschule beendete Badr das Auswendiglernen des Qorans. Anschließend studierte er an der Imam Muhammad bin Saud Islamischen Universität in Riad und erlangte dort 2012 seinen Bachelor-Abschluss in Daʿwa. Im Jahr 2020 schloss er sein Masterstudium am Höheren Institut für Daʿwa und Hisbah ab. Seine Masterarbeit trug den Titel: „Al-Ihtisab ala Mukhalafat al-Musab“ (Die Rechtsaufsicht über Verstöße von Betroffenen).

## Berufliche Laufbahn
Seine religiöse Laufbahn begann er als Muezzin in der Sheikh-Saleh-Al-Bulaihi-Moschee in Buraidah. Danach wurde er zum Imam derselben Moschee ernannt, eine Position, die er bis 2008 innehatte.
Anschließend war er Imam in der Umar-bin-Abdulaziz-Moschee in Buraidah, wo er ab 2010 auch als Prediger (Khatib) tätig war. Diese Aufgabe erfüllte er bis 2015. Danach wechselte er zur Sheikh-Abdullah-Al-Nisyan-Moschee, wo er bis April 2018 als Imam und Prediger tätig war.
Im Mai 2018 wurde er auf Wunsch von Prinz Bandar bin Abdulaziz zum Imam und Prediger der Mutter-von-Prinz-Bandar-bin-Abdulaziz-Moschee in Riad     ernannt.
Im Oktober 2024 erhielt Badr Al-Turki die Ernennung zum Imam der Heiligen Moschee in Mekka. Diese Position gilt als eines der bedeutendsten religiösen Ämter im Islam. Neben seiner Tätigkeit als Imam unterrichtet er dort islamische Wissenschaften, darunter Koranrezitation, Fiqh (islamische Rechtswissenschaft) und Theologie.

## Koranrezitation und Lehrtätigkeit
Er erhielt eine Ijazah (Überlieferungserlaubnis) mit authentischer Kette in der Rezitationsweise von Imam Asim nach den Überlieferungen von Schuʿbah ibn Ayyash und Hafs.
Im Jahr 2020 vollendete er die Aufnahme einer vollständigen Koranrezitation für den Koran-Radiosender Saudi-Arabiens unter der Aufsicht von Ahmad Khalil Shahin. Seine Rezitationen wurden in verschiedenen Radiosendern weltweit ausgestrahlt, insbesondere in den Golfstaaten.
Badr Al-Turki gibt zudem islamische Unterrichte in der Heiligen Moschee in Mekka. Er lehrt die korrekte Rezitation des Korans sowie islamische Glaubens- und Rechtswissenschaften und trägt damit zur religiösen Bildung vieler Muslime bei.

## Wissenschaftliche Aktivitäten
Badr hat an mehreren islamischen Unterrichtseinheiten führender Gelehrter teilgenommen.
Er hat zahlreiche wissenschaftliche Texte in den Bereichen Aqidah (Glaubenslehre), Hadith-Wissenschaft, Tajwid (Koranrezitationsregeln) und islamische Ethik studiert und auswendig gelernt. Zudem hat er mehrere wissenschaftliche Arbeiten im Bereich Daʿwa, Hisbah (islamische Rechtsaufsicht) und Kontrolle verfasst.
Badr Al-Turki ist heute als Imam, Prediger und Koranrezitator tätig. 

## Einfluss
Seine Rezitationen sind auf verschiedenen Plattformen verfügbar (z. B. tvquran.com) und werden von vielen Gläubigen weltweit gehört. Darüber hinaus engagiert er sich aktiv in der islamischen Bildung, um die Lehren des Islams zu verbreiten und die Gläubigen zu unterstützen.